# Историко-краеведческий музей им.Турара Рыскулова
Тюлькубасский районный историко-краеведческий музей имени Турара Рыскулова был открыт в 1983 году. Музей располагается в двухэтажном здании, общей площадью 596 м²., состоит из 4 залов:
1. "Турароведение";
2. «Древняя история и этнография района»;
3. «История района»;
4. «Природа».

В зале Турароведение представлены материалы, повествующие о жизни и деятельности политического и общественного деятеля Турара Рыскулова. В экспозиции зала «Древняя история и этнография района» материалы, охватывающие историю района от каменного века до периода казахского ханства, экспонаты найденные во время археологических раскопок на территории района., а также широко представлены материалы, связанные с переселением в Казахстан народов из России, Украины. Экспозиция зала «История района» рассказывает о Тюлькубасском районе со дня его основания и о достижениях района на сегодняшний день. Здесь представлены материалы о жертвах репрессий 1937—1938 гг. — уроженцев района, участниках и героях ВОВ, ветеранах труда, известных акынов, ученых и др. В экспозиции зала «Природа» представлены материалы о географическом положении района, о флоре и фауне находящихся в местном заповеднике Аксу-Джабаглы, о видах, занесенных в «Красную книгу».
Перед зданием музея установлены 4 мемориальных памятника:
- Памятник, посвященный жертвам голода;
- Памятник жертвам репрессий;
- Памятник участникам войны в Афганистане;
- Памятник «Аманат», посвященный поколению Независимого государства.